# مونيكا باومغارتنر
مونيكا باومغارتنر (بالألمانية: Monika Baumgartner)‏ هي مخرجة وممثلة ألمانية، ولدت في 19 يوليو 1951 بميونخ في ألمانيا. من الجوائز التي نالتها جائزة الشاعرة البافارية ‏ سنة 2009 ووسام الاستحقاق البافاري.

## جوائز
جوائز
- جائزة الشاعرة البافارية [الإنجليزية]‏ (2009)
- وسام الاستحقاق البافاري

## وصلات خارجية
- مونيكا باومغارتنر على موقع IMDb (الإنجليزية)
- مونيكا باومغارتنر على موقع مونزينجر (الألمانية)
- مونيكا باومغارتنر على موقع ألو سيني (الفرنسية)
- مونيكا باومغارتنر على موقع أول موفي (الإنجليزية)
- مونيكا باومغارتنر على موقع قاعدة بيانات الأفلام السويدية (السويدية)
- مونيكا باومغارتنر على موقع قاعدة بيانات الفيلم (الإنجليزية)
- مونيكا باومغارتنر على موقع كينوبويسك (الروسية)